# Daix (Côte-d'Or)
Pour les articles homonymes, voir Daix.
Daix [dɛ] est une commune française appartenant à Dijon Métropole située dans le département de la Côte-d'Or, en région Bourgogne-Franche-Comté.

## Géographie
La commune de Daix est située au nord-ouest de Dijon, capitale de la Bourgogne. Elle fait partie de Dijon Métropole, entre les trois plus grandes régions économiques françaises : le bassin Parisien, la région Rhône-Alpes et la région de l'est avec la Lorraine et l'Alsace.
Elle jouit d'une situation géographique particulièrement attractive et tend constamment à préserver un environnement et une qualité de vie exceptionnels.

### Climat
Pour des articles plus généraux, voir Climat de la Bourgogne-Franche-Comté et Climat de la Côte-d'Or.
En 2010, le climat de la commune est de type climat océanique dégradé des plaines du Centre et du Nord, selon une étude du Centre national de la recherche scientifique s'appuyant sur une série de données couvrant la période 1971-2000. En 2020, Météo-France publie une typologie des climats de la France métropolitaine dans laquelle la commune est exposée à un climat océanique altéré et est dans la région climatique  Bourgogne, vallée de la Saône, caractérisée par un bon ensoleillement (1 900 h/an), un été chaud (18,5 °C), un air sec au printemps et en été et des vents faibles. 
Pour la période 1971-2000, la température annuelle moyenne est de 10 °C, avec une amplitude thermique annuelle de 17,3 °C. Le cumul annuel moyen de précipitations est de 827 mm, avec 11,8 jours de précipitations en janvier et 7,6 jours en juillet. Pour la période 1991-2020, la température moyenne annuelle observée sur la station météorologique de Météo-France la plus proche, « Dijon Toison », sur la commune de Dijon à 5 km à vol d'oiseau, est de 11,5 °C et le cumul annuel moyen de précipitations est de 771,8 mm,. Pour l'avenir, les paramètres climatiques de la commune estimés pour 2050 selon différents scénarios d'émission de gaz à effet de serre sont consultables sur un site dédié publié par Météo-France en novembre 2022.

## Urbanisme

### Typologie
Au 1er janvier 2024, Daix est catégorisée ceinture urbaine, selon la nouvelle grille communale de densité à 7 niveaux définie par l'Insee en 2022.
Elle appartient à l'unité urbaine de Dijon, une agglomération intra-départementale dont elle est une commune de la banlieue,. Par ailleurs la commune fait partie de l'aire d'attraction de Dijon, dont elle est une commune de la couronne,. Cette aire, qui regroupe 333 communes, est catégorisée dans les aires de 200 000 à moins de 700 000 habitants,.

### Occupation des sols
L'occupation des sols de la commune, telle qu'elle ressort de la base de données européenne d’occupation biophysique des sols Corine Land Cover (CLC), est marquée par l'importance des territoires agricoles (53,2 % en 2018), en diminution par rapport à 1990 (58 %). La répartition détaillée en 2018 est la suivante : terres arables (41,7 %), forêts (34,7 %), zones urbanisées (9,6 %), zones agricoles hétérogènes (7,2 %), prairies (4,3 %), milieux à végétation arbustive et/ou herbacée (2,5 %). L'évolution de l’occupation des sols de la commune et de ses infrastructures peut être observée sur les différentes représentations cartographiques du territoire : la carte de Cassini (XVIIIe siècle), la carte d'état-major (1820-1866) et les cartes ou photos aériennes de l'IGN pour la période actuelle (1950 à aujourd'hui).

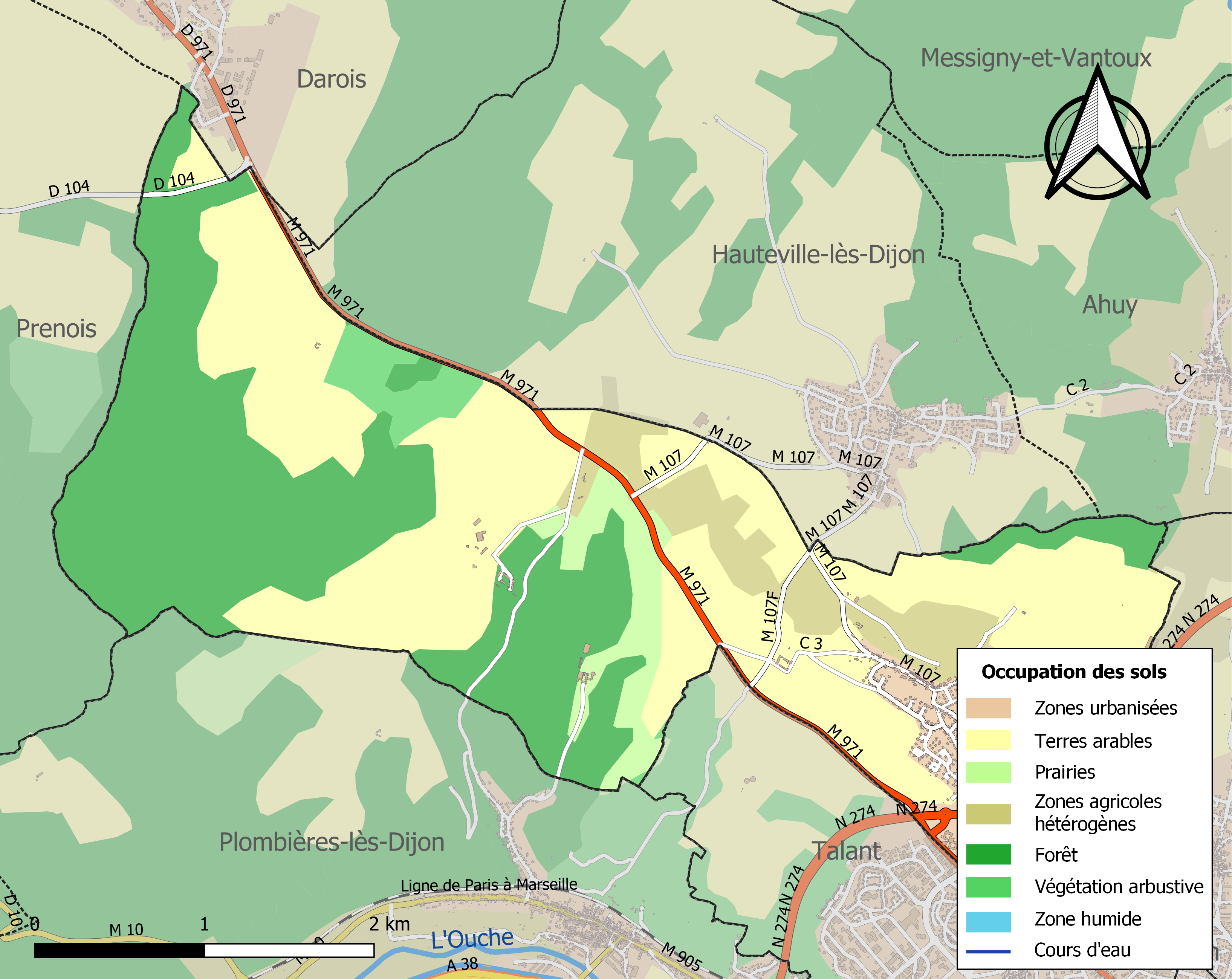
Carte des infrastructures et de l'occupation des sols de la commune en 2018 (CLC).

## Histoire
Distrus en l'an 630, Distum en 783, Daix enfin à partir de 1337. Les archives ne stabilisent réellement l'orthographe du nom qu'à partir du XVIIIe siècle. Toujours est-il que le terme signifie « territoire » : Daix est le territoire qui dépend pendant longtemps de la châtellenie de Talant, dont le seigneur est lui-même vassal de celui de Dijon.
En 1215, à la ferme de Bonvaux, retirée au fond de la combe de Plombières, des moines de la congrégation du Val des Ecoliers établissent un petit prieuré après avoir défriché ces terres cédées par Garnier de Fontaine. Le site accueille nombre de pèlerins autour de ses deux sources consacrées.
En 1300, le duc Robert II achète la totalité du fief de Daix à Odo de Fontsérina. Le village dépend alors directement du duc de Bourgogne : en 1383, on compte à Daix 19 feux, c'est-à-dire environ 95 habitants. Au XVe siècle, l'ancien village descendit du « Plain St Laurent » pour s'établir au pied de la colline, mais peu d’éléments aujourd'hui le démontrent.
En 1477 à la mort de Charles le Téméraire, Daix change plusieurs fois de mains.
En 1644, « le village n'est composé que de vignerons. N'ont ni prairie, ni rivière. Les terres sont propres à froment. Leur récolte consiste en cerisiers qui furent gelés l'année dernière. Et ayant visité les maisons dudit lieu, avons recogneu y en avoir 20, tant bonnes que méchantes », notent les commissaires des États de Bourgogne.
Les deux tableaux dans la salle du conseil de la mairie illustrent la vie de la commune de Daix sous Louis XV, celle d'un petit bourg tranquille aux portes de la capitale que dominent de leurs flèches églises et cathédrales. le village compte alors une petite trentaine d'habitants rassemblés autour d'une demeure seigneuriale, édifiée au début du siècle par Bénigne Jacquot, premier Président à la Cour des comptes de Dijon. Alentour, point de froment ni de seigle, mais des champs d'avoine, d'orge, mais surtout... de vignes, dont l'entretien et la production attirent nombre de journaliers au moment des vendanges.
L’église est construite en 1848. En 1954, Daix se développe avec la construction du lotissement « Les Petits Prés ». Plusieurs autres lotissements apparaissent au cours des années 1970, 80 et 90. En 1999, Daix atteint un pic de 1 479 habitants.

## Démographie
L'évolution du nombre d'habitants est connue à travers les recensements de la population effectués dans la commune depuis 1793. Pour les communes de moins de 10 000 habitants, une enquête de recensement portant sur toute la population est réalisée tous les cinq ans, les populations de référence des années intermédiaires étant quant à elles estimées par interpolation ou extrapolation. Pour la commune, le premier recensement exhaustif entrant dans le cadre du nouveau dispositif a été réalisé en 2004.

En 2022, la commune comptait 1 520 habitants, en évolution de +5,63 % par rapport à 2016 (Côte-d'Or : +0,82 %, France hors Mayotte : +2,11 %).
| 1793 | 1800 | 1806 | 1821 | 1831 | 1836 | 1841 | 1846 | 1851 |
| ---- | ---- | ---- | ---- | ---- | ---- | ---- | ---- | ---- |
| 236  | 240  | 243  | 242  | 248  | 240  | 252  | 255  | 251  |

| 1856 | 1861 | 1866 | 1872 | 1876 | 1881 | 1886 | 1891 | 1896 |
| ---- | ---- | ---- | ---- | ---- | ---- | ---- | ---- | ---- |
| 251  | 264  | 227  | 215  | 240  | 261  | 271  | 292  | 250  |

| 1901 | 1906 | 1911 | 1921 | 1926 | 1931 | 1936 | 1946 | 1954 |
| ---- | ---- | ---- | ---- | ---- | ---- | ---- | ---- | ---- |
| 265  | 241  | 243  | 209  | 208  | 215  | 253  | 207  | 254  |

| 1962 | 1968 | 1975 | 1982 | 1990 | 1999  | 2004  | 2006  | 2009  |
| ---- | ---- | ---- | ---- | ---- | ----- | ----- | ----- | ----- |
| 436  | 497  | 533  | 784  | 862  | 1 479 | 1 454 | 1 431 | 1 371 |

| 2014  | 2019  | 2022  | - | - | - | - | - | - |
| ----- | ----- | ----- | - | - | - | - | - | - |
| 1 442 | 1 537 | 1 520 | - | - | - | - | - | - |

## Politique et administration

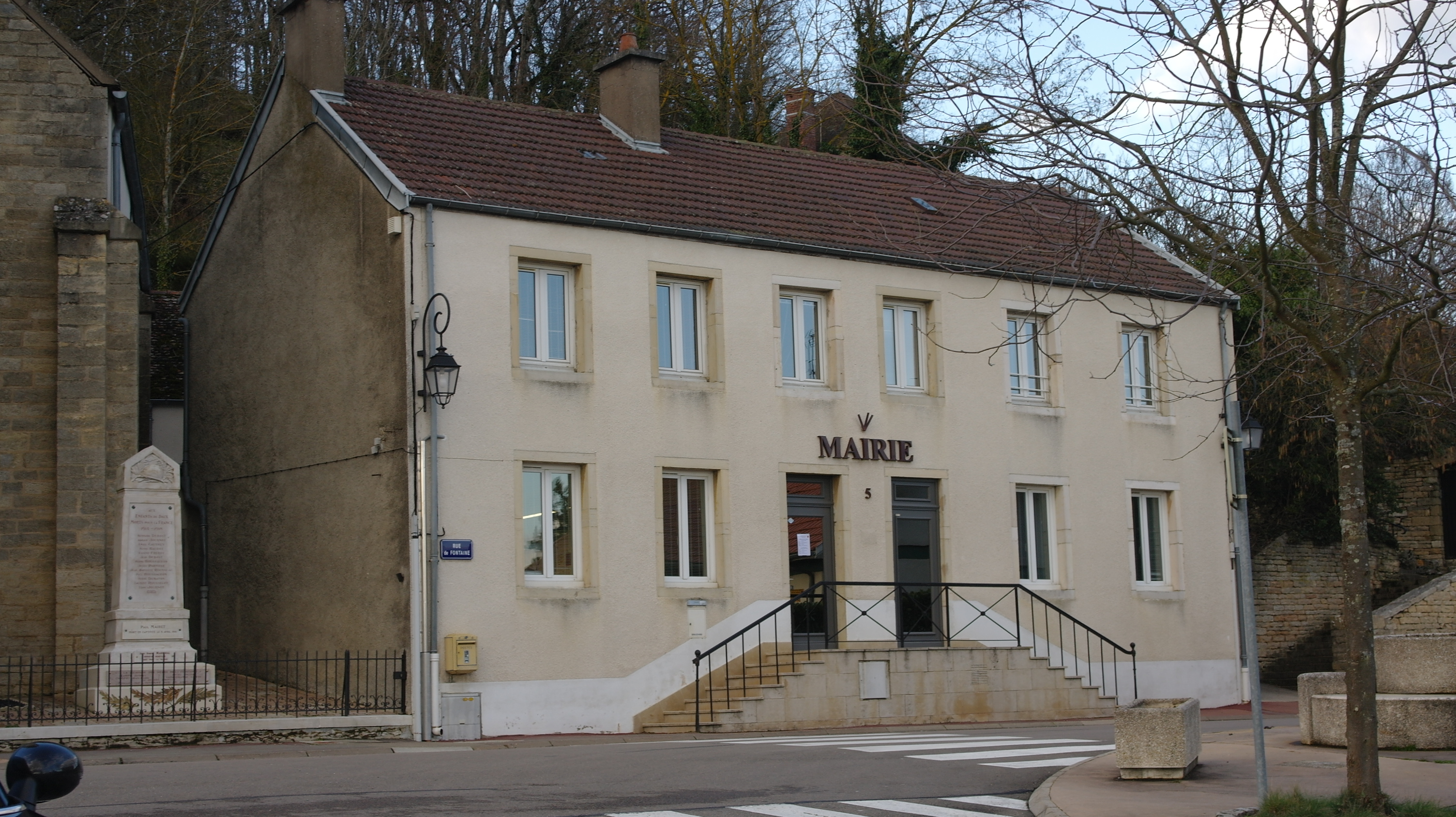
Mairie de Daix.

### Liste des maires
| Période                                  | Période       | Identité                  | Étiquette | Qualité          |
| ---------------------------------------- | ------------- | ------------------------- | --------- | ---------------- |
| 1845                                     | 18 mai 1863   | M. Etienne Antoine Disson |           | Colonel retraité |
| mars 1959                                | mars 1965     | Guy Debost                | -         | -                |
| mars 1965                                | mars 1971     | Michel Barrois            | -         | -                |
| mars 1971                                | mars 1977     | Jacques Virly             | -         | -                |
| mars 1977                                | mars 2001     | Pierre Bidault            | -         | -                |
| mars 2001                                | novembre 2005 | Guy Dincher               | -         | -                |
| novembre 2005                            | mars 2008     | Paul Lechapt              | -         | -                |
| mars 2008                                | en cours      | Dominique Begin-Claudet   | -         | -                |
| Les données manquantes sont à compléter. |               |                           |           |                  |

## Culture locale et patrimoine

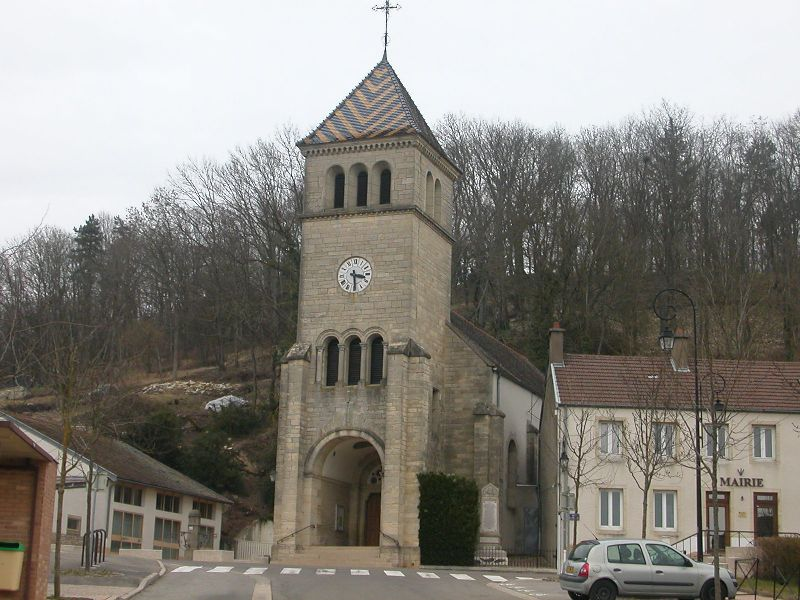
L'église Saint-Laurent.

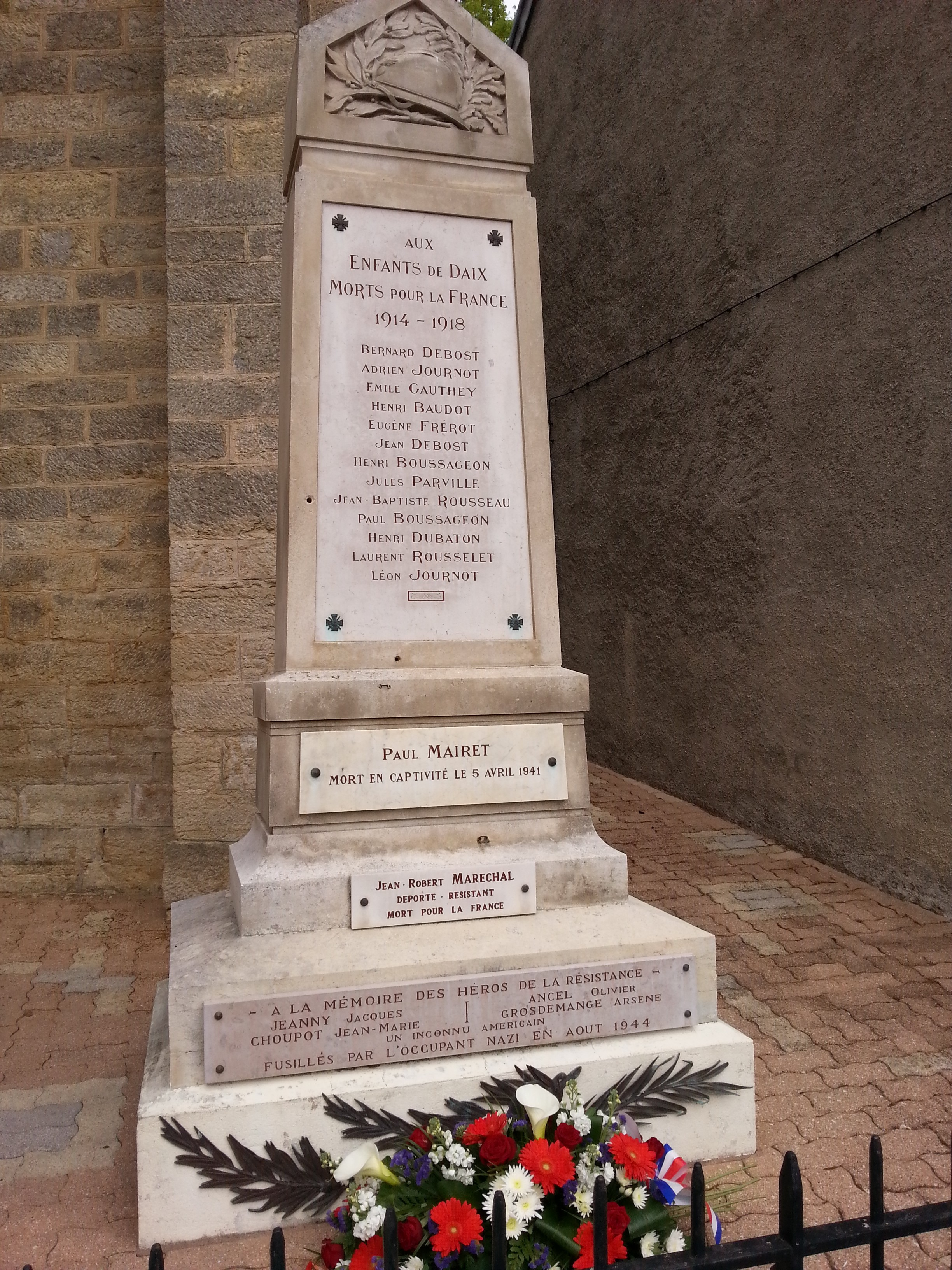
Monument aux morts.

### Lieux et monuments
- Église Saint-Laurent de Daix
- Monument dédié aux morts de la guerre 1914-1918 et 1939-1945.
- Porte du Diable (Domaine de Champmoron)

Sur la route entre Plombieres et Daix, on trouve a main gauche en montant La Porte du Diable. Cette ruine est l’ancienne porte d’enceinte d’une grande propriété. Des légendes la relient au triangle isocèle des portes du diable (un autre point en Transylvanie). Il est dit qu’un passage dans les deux portes dans le mauvais sens porterait malheur. Un balisage discret et élégant jaune et marron suggère le sens a suivre.

### Héraldique
| Blason | Blasonnement : De gueules au gril d'argent, au chef bandé d'or et d'azur de six pièces et à une bordure de gueules. |

### Jumelages
Wackernheim (Allemagne).